# Daniel Magder
Daniel Magder (* 12. Dezember 1991 in Toronto, Ontario, Kanada) ist ein kanadischer Schauspieler.

## Leben
Magder spielte verschiedene kleine Rollen in Kino- und Fernsehfilmen sowie Fernsehserien. An der Seite von Laura Leighton spielte er 2004 im Film Road Rage – Maßlose Wut den Sohn einer Kellnerin, die von einem Stalker terrorisiert wird. Im Jahr 2005 spielte er die Hauptrolle im Film Mee-Shee: The Water Giant, einem Film, in dem ein kleiner Junge auf ein am Ogopogo angelehntes Wesen trifft. Von 2005 bis 2008 spielte er Edwin Venturi in der Sitcom Mensch, Derek!.
Daniel Magder lebt in einer Stadt nördlich von Toronto.

## Filmografie

### Filme
- 1998: Aldrich Ames: Traitor Within
- 1999: Vanished Without a Trace
- 1999: One Special Night
- 2000: Race Against Time
- 2000: Camera
- 2000: X-Men
- 2001: Angel Eyes
- 2001: Reunion
- 2001: Zebra Lounge
- 2001: Jennifer
- 2002: Guilty Hearts
- 2002: Guilt by Association
- 2002: Moms on Strike
- 2004: A Deadly Encounter
- 2005: Mee-Shee: The Water Giant
- 2008: Sticks and Stones
- 2011: Knockout – Born To Fight
- 2015: Blitzschlag – Gefangen im Gewittersturm (Deadly Voltage)

### TV-Hauptrollen
- 2005: Mensch, Derek!

### TV-Gastrollen
- 1998: Earth: Final Conflict
- 1999: Noddy
- 1999–2000: Real Kids, Real Adventures
- 2000: The Famous Jett Jackson
- 2008: Teen Buzz